# Туал
Туал (індонез. Tual) — місто в Індонезії, частина провінції Малуку.

## Географія
Розташований у центрі провінції, переважно на острові Кеї-Дуллах та сусідніх, більш дрібних.

### Клімат
Місто знаходиться у зоні, котра характеризується вологим тропічним кліматом. Найтепліший місяць — листопад із середньою температурою 28.9 °C (84 °F). Найхолодніший місяць — липень, із середньою температурою 26.7 °С (80 °F).
| Клімат Туала            | Клімат Туала | Клімат Туала | Клімат Туала | Клімат Туала | Клімат Туала | Клімат Туала | Клімат Туала | Клімат Туала | Клімат Туала | Клімат Туала | Клімат Туала | Клімат Туала | Клімат Туала |
| Показник                | Січ.         | Лют.         | Бер.         | Квіт.        | Трав.        | Черв.        | Лип.         | Серп.        | Вер.         | Жовт.        | Лист.        | Груд.        | Рік          |
| Абсолютний максимум, °C | 33           | 38           | 37           | 37           | 32           | 31           | 39           | 35           | 36           | 35           | 37           | 42           | 42           |
| Середній максимум, °C   | 28           | 29           | 29           | 29           | 29           | 28           | 27           | 27           | 28           | 30           | 30           | 29           | 29           |
| Середня температура, °C | 27           | 27           | 27           | 28           | 28           | 27           | 26           | 26           | 27           | 28           | 28           | 27           | 27           |
| Середній мінімум, °C    | 26           | 26           | 26           | 26           | 26           | 25           | 25           | 25           | 26           | 26           | 26           | 26           | 26           |
| Абсолютний мінімум, °C  | 19           | 21           | 18           | 20           | 22           | 22           | 20           | 21           | 20           | 20           | 21           | 22           | 18           |
| Норма опадів, мм        | 380          | 340          | 340          | 260          | 230          | 150          | 110          | 70           | 60           | 60           | 150          | 340          | 2600         |
| ----------------------- | ------------ | ------------ | ------------ | ------------ | ------------ | ------------ | ------------ | ------------ | ------------ | ------------ | ------------ | ------------ | ------------ |
| Джерело: Weatherbase    |              |              |              |              |              |              |              |              |              |              |              |              |              |